# Ricardo Vaghi
Ricardo Alfredo Vaghi (Buenos Aires, 5 de diciembre de 1916) era un exfutbolista argentino que se desempeñó como defensor. Compitió por 14 años, siempre en River Plate.
Vaghi es uno de los mayores ídolos del River Plate, donde jugó desde 1935 hasta 1949 sin emigrar hacia otro club luego. Ha ganado 16 títulos como jugador de la institución. Con el equipo argentino, ganó siete campeonatos de la época, cuatro copas nacionales y cinco trofeos internacionales.
Los laureles que Ricardo Vaghi logró con River Plate, si se cuenta los campeonatos nacionales, son: la Copa Campeonato 1936, Copa de Oro 1936, 1937, 1941, 1942, 1945 y 1947, los últimos cuatro como el dueño absoluto de la zaga riverplatense en el célebre equipo de La Máquina. Las cuatro copas nacionales ganadas son: Copa Ibarguren 1937, Copa Ibarguren 1941, Copa Escobar 1941 y Copa Ibarguren 1942, mientras que el palmarés a nivel internacional fueron las cinco ediciones que River ganó de la Copa Aldao en su historia. Las ediciones ganadas fueron de los años: 1936, 1937, 1941, 1945 y 1947. De los campeones más ganadores, Vaghi ostenta ser el primer tricampeón de la historia de River Plate, al ganar los campeonatos 1936, la Copa de Oro 1936 y 1937. También tiene el privilegio de ser el primer bicampeón ya que ganó los campeonatos 1941 y 1942.

## Clubes
| Club        | País      | Año         |
| ----------- | --------- | ----------- |
| River Plate | Argentina | 1935 - 1949 |

## Palmarés

### Como jugador

#### Ligas Nacionales
| N.º | Título           | Equipo      | País      | Año              |
| --- | ---------------- | ----------- | --------- | ---------------- |
| 1   | Primera División | River Plate | Argentina | 1936             |
| 2   | Primera División | River Plate | Argentina | Copa de Oro 1936 |
| 3   | Primera División | River Plate | Argentina | 1937             |
| 4   | Primera División | River Plate | Argentina | 1941             |
| 5   | Primera División | River Plate | Argentina | 1942             |
| 6   | Primera División | River Plate | Argentina | 1945             |
| 7   | Primera División | River Plate | Argentina | 1947             |

#### Copas nacionales
| N.º | Título         | Equipo      | País      | Año  |
| --- | -------------- | ----------- | --------- | ---- |
| 1   | Copa Ibarguren | River Plate | Argentina | 1937 |
| 2   | Copa Escobar   | River Plate | Argentina | 1941 |
| 3   | Copa Ibarguren | River Plate | Argentina | 1941 |
| 4   | Copa Ibarguren | River Plate | Argentina | 1942 |

#### Copas internacionales
| N.º | Título     | Equipo      | País    | Año  |
| --- | ---------- | ----------- | ------- | ---- |
| 1   | Copa Aldao | River Plate | AFA/AUF | 1936 |
| 2   | Copa Aldao | River Plate | AFA/AUF | 1937 |
| 3   | Copa Aldao | River Plate | AFA/AUF | 1941 |
| 4   | Copa Aldao | River Plate | AFA/AUF | 1945 |
| 5   | Copa Aldao | River Plate | AFA/AUF | 1947 |